# 天际网
天际网于2005年成立， 是一个中国职业社交网站。天际网的行政总裁为林廷翰。天际网的总部地点位于中华人民共和国北京市朝阳区。截至2013年9月，天际网已有超过1700万用户， 是当时中国最大的职业社交网站。2015年12月27日，天际网停止运营。

## 发展历史
天际网于2005年由CEO林廷翰创立。2008年2月23日，天际网与法国SNS网站Viadeo合并。2010 - 2011年度，天际网发展迅速，每月都会吸引超过38万的用户。
2015年12月27日，天际网停止运营。

## 主营产品
天际拥有web端的网站“天际网”和移动端APP应用“好好约”两款产品，APP应用“好好约”于2015年3月上线。

## 团队成员
下列为天际网的主要团队成员：
| 职位   | CEO    | CPO  | CFO    | CTO    | 项目管理总监 |
| 担任者 | 林廷翰 | 周鹏 | 周雯娟 | 解永良 | 李延         |

## 数据统计
天际网声称其用户总量已超过1500万人，约有超过37000名高管在天际网搜索。有人曾预计截至2013年，天际网将会拥有3500万名用户。